# The Parent Trap (película de 1998)
The Parent Trap (Juego de gemelas en Hispanoamérica y Tú a Londres y yo a California en España) es una película de comedia romántica estadounidense de 1998 dirigida por Nancy Meyers y producida por Charles Shyer. Es un remake de la película de 1961 del mismo nombre y una adaptación de la novela alemana de 1949, Las dos Carlotas (Das doppelte Lottchen) escrita por Erich Kästner. David Swift escribió el guion de la película original de 1961 basándose en la novela de Kästner. Swift aparece acreditado junto con Meyers y Shyer como guionistas de la versión de 1998.
Dennis Quaid y Natasha Richardson interpretan a Nicholas Parker y Elizabeth James, una pareja divorciada que se separó poco después del nacimiento de sus gemelas idénticas; Lindsay Lohan protagoniza (en su debut de cine) como las dos gemelas, Hallie Parker y Annie James, que se reúnen fortuitamente en un campamento de verano después de haber sido separadas al nacer.
La película, distribuida por Buena Vista Pictures, fue estrenada en cines por los estudios Disney el 29 de julio de 1998 en los Estados Unidos, el 11 de diciembre de 1998 en el Reino Unido y en febrero de 1999 en el resto del mundo. Fue un éxito de taquilla, recaudando $92.1 millones contra un presupuesto de producción de $15 millones. La película recibió reseñas positivas por parte de los críticos y la actuación de Lohan, en particular, recibió grandes elogios.
La película se lanzó originalmente en VHS el 8 de diciembre de 1998 en los Estados Unidos. El 24 de abril de 2018 se lanzó un Blu-ray de la edición del vigésimo aniversario como exclusivo de Disney Movie Club. La película se encuentra disponible en el servicio de streaming, Disney+.

## Argumento
En enero de 1986, a bordo del transatlántico RE2,  Nicholas Parker, un muchacho estadounidense que aspira a triunfar como viticultor, y Elizabeth James, una joven británica que sueña con ser la mejor diseñadora de modas, contraen matrimonio. La escena termina cuando una fotógrafa les pregunta a los desposados si les gustaría un retrato, en el cual puede observarse a los recién casados mirándose el uno al otro.
11 años y 9 meses después, varias chicas llegan al campamento Walden para niñas, situado en Maine, en la Costa Este de los Estados Unidos. Por un lado, se presenta una niña de 11 años llamada Halle Parker, quien proviene de Napa, California y encuentra su maleta amarilla debajo de un montón de valijas y al no poder sacarla de ahí pide ayuda a un par de chicas. Rápidamente estas chicas y Halle, a quien todos la conocen desde la infancia como «Hallie», se vuelven amigas y además son asignadas a la misma cabaña. Por otro lado, se presenta una lujosa limusina, de la que se baja Anne James, una niña elegante y sofisticada de 11 años que luce idéntica a la niña anterior y junto con Martin, su mayordomo, vienen desde Europa, para ser más precisos, de Londres, Inglaterra. Luego de despedirse, Anne, quien prefiere que le conozcan más bien como «Annie», se incorpora al campamento.
Una vez instaladas, en la hora del almuerzo estas dos chicas casi tienen su primer encuentro, pero no lo hacen pues Marva Sra., la directora del campamento se interpone entre ellas para servirse algunas fresas y le ofrece a Hallie si quiere algunas pero le dice que es alérgica. Después le ofrece a Annie, quien también le dice que es alérgica. 
Un día, Annie vuelve de jugar tenis con sus amigas y deciden acercarse al lugar en donde se practicaba esgrima. Sin esperárselo, Hallie estaba ahí jugando con el único chico que, por error, fue enviado al campamento de niñas. Después de ganar la partida y, en búsqueda de un contrincante, las amigas de Annie la convencen para que derrote a la campeona, lo cual logra, quedando como la nueva vencedora. Entre tanto y después de caer en una fuente durante la lucha, se encuentran las dos, una a espaldas de la otra, cuando por fin se quitan sus cascos. Molestas por el suceso, se quedan ahí hasta que la hija de Marva Jr., también llamada Marva, les dice que se den la mano. Es entonces que se miran frente a frente y se dan cuenta de que ambas son idénticas, por lo que todos a su alrededor quedan sorprendidos. Hallie se pregunta porqué las miran tanto y Annie le dice que no se da cuenta de que son bastantes parecidas, pero Hallie lo interpreta de otra forma, lo que hace que estén a punto de pelearse. La hija de Marva logra evitar la pelea y les dice que es hora de terminar este cariñoso encuentro y las trata de diferenciar con sus nombres pero se confunde y le llama Hallie a Annie y a Annie y Hallie y así sucesivamente hasta que se rinde.  
Por la noche, en su cabaña, Annie está jugando al póker, cuando de pronto aparece Hallie con algunos billetes y cosas para apostar. El nivel de las apuestas sube al acordar que, si una de las dos pierde tendrá que saltar al lago, pero desnuda. Annie pierde y debe cumplir con lo acordado, pero Hallie y las demás chicas, en venganza por la derrota sufrida en la lucha de esgrima, se llevan la ropa de Annie, dejándola solo con sus zapatos. 
Al día siguiente, Annie y sus amigas deciden estar a mano, por lo que suben las camas de Hallie y sus amigas en el techo de la cabaña, junto con la bandera del Reino Unido. Estas como respuesta a lo sucedido, preparan varias trampas dentro y fuera de la cabaña de Annie, por la noche mientras ellas duermen. A la mañana siguiente, Annie y las demás chicas terminan cayendo en todas las trampas, y justo en ese momento las Marvas van a inspeccionar la cabaña y Hallie le dice que una de las chicas se enfermó anoche. Hallie trata de impedir la entrada de Marva Sra. a la cabaña pero hace a un lado y, al momento de ingresar, se activan todas las demás trampas. Como consecuencia, Marva Sra. les dice a Hallie y Annie que empaquen todas sus cosas para llevarlas a una cabaña de aislamiento, en donde las dos pasarían tiempo a solas. Esa noche mientras Annie escribe en su diario y Hallie trata de dormir, comienzan a pelear por la luz. 
Al día siguiente, mientras llovía, las dos chicas estaban en la cabaña. Por un lado, Hallie tenía la ventana abierta y estaba pegando fotografías, mientras que Annie estaba ordenando sus cartas de póker. En ese momento entra un fuerte viento por la ventana y todo empieza a volar, por lo que Hallie trata de cerrarla, pero al no lograrlo, Annie se aproxima a ayudarla y juntas lo consiguen. Después de esto, Annie la ayuda a reunir todas sus fotos y luego de haber arreglado el desorden, comienzan a hablar. Durante su charla, Annie le dice que le faltaba su padre, y Hallie su madre. Ambas comparten que cumplirían 12 años de edad el próximo 11 de octubre. Las dos chicas tenían una foto de su mamá y su papá rasgadas por la mitad y, al unir las dos mitades, se dan cuenta de que eran hermanas gemelas y que sus padres se habían divorciado cuando ambas eran recién nacidas. Esa misma noche, ellas hablan sobre sus padres hasta que a Hallie se le ocurre la idea de intercambiarse con Annie para que cada una de ellas pudiera conocer al otro progenitor. De esta manera, deciden compartirse absolutamente todo, desde conocer cada uno de los rincones de sus respectivos hogares hasta aprender cómo es el temperamento de cada una y lo relacionado con sus vidas familiares. 
Al final del campamento, Hallie parte a Londres siendo Annie y Annie sale a California como Hallie. Hallie llega al aeropuerto Heathrow y entonces se encuentra con Martin, se saludan, y se encaminan a la casa, en donde conoce a su abuelo y luego a su madre, quien no es otra sino Elizabeth, también más conocida como «Lizzy», ya convertida en la más prestigiosa diseñadora de modas del mundo, especializada en el ámbito de vestidos de novia. Esta última sale a su ansiado encuentro bajando rápidamente por las escaleras y se la lleva consigo a una sesión de fotos con lo último de la moda en diseños de la temporada.
Mientras tanto, Annie llega al aeropuerto de Napa donde la esperaba su padre, quien resulta ser precisamente Nicholas, más conocido como «Nick», el más sobresaliente y afamado viticultor, reconocido por los mejores viñedos en el mundo de la vendimia. Al verlo, corre hacía él, lo abraza y ambos se van a su hogar; cuando llega a su rancho conoce a Chessy, ama de llaves de Nick y su niñera. También se encuentra con el perro labrador Sammy, quien se muestra algo extraño y desconfiado al reconocer que la niña que regresaba del campamento no era Hallie; sin embargo, el perro se encariña con la «recién llegada», para su alivio en todos los sentidos. Luego de instalarse, Annie descubre con sorpresa que Nick se ha enamorado de Meredith Blake, su publicista, que en un principio fingía llevarse bien con Hallie (Annie) cuando se conocen, pero en realidad, Meredith la odia en secreto, tanto así que pretende deshacerse de ella. Sin embargo, en una charla que Annie tiene con Meredith, esta última le demuestra su odio, y amenaza a Hallie (Annie) con que «ya no será la única mujer que estará en la vida de su padre» pero Annie, con una sonrisa le dice que está de acuerdo.
No obstante, esto provoca un abrupto cambio de planes, por lo cual, Annie se comunica por teléfono con Hallie para decirle que su padre está pensando en casarse en dos semanas con Meredith y que la única forma de evitarlo sería reunirlo cuanto antes con su madre. Esto obliga a Hallie a revelar su verdadera identidad a su madre, por lo que Lizzy decide viajar a Estados Unidos para intercambiar a las niñas. Al mismo tiempo, por insistencia de Annie, Nick y su familia van a recorrer el Hotel Stafford de San Francisco en donde él se casaría con Meredith. De igual forma, Hallie va con su madre y Martin para encontrarse con Annie y su padre, pues Hallie le dijo a Lizzy que había hablado con Nick y que habían acordado reunirse todos en ese mismo lugar, sin embargo, esto era una mentira.
En el hotel, Nick, quien ignoraba que Lizzy estaba en el mismo lugar, queda estupefacto al verla y no se acerca a hablarle porque el ascensor se pone en marcha. Lizzy, por su parte, se da cuenta de la mentira de Hallie, y al encontrarse con Annie, les pide a ambas chicas que le expliquen por qué la hicieron realizar ese viaje, a lo que responden que Nick va a casarse con otra mujer, Meredith. Annie le explica que ella es una mujer terrible y mala (apodándola «Cruela») explicándole que la única manera de impedirlo es que él vuelva a verla. Ante esto, Lizzy responde que ella y Nick ya no tienen nada que ver y les pide que le digan a su padre que solo ha viajado desde tan lejos para intercambiarlas a las dos.
Posteriormente, en un pequeño bar del hotel, Meredith reconoce a Lizzy como la más famosa diseñadora de vestidos de novia y le pide que le haga uno. Más tarde, en la piscina, Nick al ver  a Lizzy va a buscarla, pero termina cayendo accidentalmente en la piscina. Después de ser sacado, Nick descubre que sus dos hijas, Hallie y Annie, están en el hotel juntas, y poco después, llega Meredith y se da cuenta de que Nick está con Lizzy. Al principio, Meredith no entiende la situación, hasta que ve a Hallie y Annie, y se asusta al saber que Hallie tiene una hermana gemela, además de descubrir que la mujer que diseñará su vestido de novia es la exesposa de su prometido. Esto causa que Meredith sienta mucho remordimiento y lo disimula con una sonrisa.
Esa misma noche, Nick y Lizzy cenan en una embarcación anclada en la bahía de San Francisco donde acuerdan mantener a las chicas en constante comunicación y que cada una de ellas pueda viajar a visitar a la otra en las vacaciones. Mientras, Martin y Chessy se enamoran sin que Nick ni Lizzy lo sepan. Cuando Lizzy estaba a punto de irse con Annie y Martin de nuevo a Londres, las niñas deciden no revelarles a sus padres quién es quién hasta volver los cuatro del campamento que Hallie y su padre hacen siempre antes de empezar la escuela. Lizzy decide a última hora quedarse en la casa para que Meredith ocupe su lugar con Nick, pero las niñas le hacen el viaje imposible: primero le ponen piedras a su mochila, luego le ponen una lagartija en la botella de agua y en su cabeza, después le cambian el repelente de mosquitos por agua con azúcar, más tarde la engañan diciéndole que hay pumas en el bosque, y la última broma que le hacen es por la noche cuando la sacan con el colchón sobre el que duerme y la dejan en el lago. Ahí es cuando a la mañana siguiente Meredith despierta tan asustada que cae al agua y llena de furia le dice a Nick que decida de una vez por todas a quién prefiere: a las chicas o a ella, a lo cual Nick responde que elige a sus hijas. Esto hace que el compromiso matrimonial de Nick y Meredith llegue a su fin. Cuando regresan a la casa, Nick castiga a las niñas por su mal comportamiento, pero reconoce que algún día les agradecerá por haber descubierto la verdadera actitud de Meredith.
Con Meredith fuera de escena, todo parecía indicar que Nick y Lizzy se reconciliarían. Sin embargo, Lizzy decide regresar con Annie y Martin a Londres. Cuando los tres entran a la casa, en el lugar donde pensaban que estaría el abuelo, se encontraba Hallie, quien explica que ella y su padre, al darse cuenta de que no quieren perderlas de nuevo decidieron buscarlas. Luego aparece Nick y besa a Lizzy. Al final las chicas son felices porque finalmente cumplen el sueño de que sus padres vuelvan a estar juntos. La película termina con la nueva boda de Nick y Lizzy en el mismo barco en donde hicieron su primera boda, y con Martin pidiéndole matrimonio a Chessy. 
Por último, las gemelas aparecen juntas con sus padres reviviendo la foto que se tomaron 12 años atrás.

## Reparto y personajes
- Lindsay Lohan como Halle Parker y Anne James, hermanas gemelas de once años que fueron separadas poco tiempo después de su nacimiento. Después del divorcio de sus padres, las hermanas se criaron por separado, sin saber de la existencia de la otra, estando Anne, también llamada «Annie», junto a su madre en Londres, Inglaterra, mientras que Halle, alias «Hallie», vive con su padre en Napa, California. Ambas parecen llevar una vida normal hasta que se encuentran por casualidad en un campamento de verano.
  - Erin Mackey fue una de las encargadas de ser la doble de Lohan. Aunque su rostro jamás apareció, se la vio de espaldas, de lejos y de costado.
- Dennis Quaid como Nicholas Parker, alias «Nick», padre de Hallie y Annie, un rico viticultor estadounidense propietario de una tierra de los más famosos viñedos en el mundo de la vendimia.
- Natasha Richardson como Elizabeth James, alias «Lizzy», madre de Hallie y Annie, una famosa diseñadora de modas británica cuya especialidad corresponde a crear una gran variedad de vestidos de novia.
- Elaine Hendrix como Meredith Blake, una publicista de 26 años que planea casarse con Nick por su dinero, sin hacerse cargo de que él tiene dos hijas gemelas, quienes harán lo necesario para alejarla de su padre. No soporta la idea de que su prometido tenga una conexión con su exesposa Lizzy.
- Lisa Ann Walter como Chessy, ama de llaves de la familia Parker y niñera de Hallie. Durante mucho tiempo se ha considerado bastante torpe y, por lo tanto, no demasiado deseable para los solteros elegibles, pero luego conoce a Martin, y los dos se enamoran mutuamente. También descubre que Hallie es en realidad Annie después de notar su extraño comportamiento.
- Simon Kunz como Martin, el mayordomo de la familia James, un buen amigo y consejero de Annie, y también pasa a ser confidente de Hallie incluso cuando descubre la suplantación de Annie. De carácter alegre y servicial, siente que tiene su vida ya resuelta, hasta que se enamora de Chessy.
- Polly Holliday como Marva Kulp, Sra., propietaria y directora del campamento Walden.
- Maggie Wheeler como Marva Kulp, Jr., asistente e hija de Marva Kulp Sr.
- Ronnie Stevens como Charles James, el padre de Lizzy, suegro de Nick y el abuelo de Hallie y Annie.
- Joanna Barnes como Vicky Blake, madre de Meredith.
- J. Patrick McCormack como Les Blake, padre de Meredith.
- Hallie Meyers-Shyer como Lindsay

Kat Graham interpretó a Jackie, una amiga de Annie en el campamento Walden. Vendela Kirsebom aparece como modelo durante una escena de una sesión de fotos en el estudio de Elizabeth James. Las hijas de Nancy Meyers y Charles Shyer, Hallie Meyers-Shyer y Annie Meyers-Shyer, aparecen en la película. El hermano de Lohan, Michael Jr., interpreta a un niño en el campamento Walden que no se dio cuenta de que iba a un campamento para niñas. La madre de Lohan, Dina, y otros hermanos, Aliana «Ali» y Dakota «Cody», aparecen en cameos no acreditados en el aeropuerto de Londres. El director de fotografía de la película, Dean Cundey, aparece en un cameo no acreditado como el capitán del Reina Elizabeth 2 (RE2), transatlántico donde se casan Nicholas y Elizabeth al comienzo de la película. Jeannette Charles interpretó a la reina Isabel II en una escena eliminada en la que ella y Hallie se conocen.

## Producción

### Casting
Más de 1,500 jóvenes actrices audicionaron para los papeles duales de Hallie y Annie. La directora Nancy Meyers estaba buscando a «una pequeña Diane Keaton» para interpretar a las gemelas. Antes de que Lohan fuera seleccionada, Scarlett Johansson, Mara Wilson, Michelle Trachtenberg, Emmy Rossum y Jena Malone audicionaron o fueron consideradas y Malone rechazó la oferta más de dos veces.

### Filmación
El rodaje de la película oficialmente comenzó el 15 de julio de 1997 en Londres y continuó en Valle de Napa AVA, San Francisco, Lake Arrowhead y Los Ángeles, California hasta el 17 de diciembre de 1997. El campamento Walden fue filmado en el campamento Seely en Crestline, California. Parker Knoll, el viñedo y residencia de la familia Parker en la película, se filmó en Rutherford, California, en Staglin Family Vineyard. El exterior del ficticio Hotel Stafford se filmó en The Langham Huntington en Pasadena, California y el Edificio de Administración, Treasure Island en San Francisco, mientras que las escenas del interior y la piscina se filmaron en el famoso Ritz-Carlton en Marina del Rey, California.

## Conexiones con la película de 1961
Hay varias conexiones entre esta película y la versión original de 1961:
- Los personajes Marva Kulp, Sra. y Marva Kulp, Jr. llevan el nombre de Nancy Kulp, la actriz que interpretó a una consejera de campamento en la película de 1961.
- Ambas versiones de la película cuentan con la colocación de productos por parte de Nabisco. En la película de 1998 se presentan Oreos, mientras que en la película de 1961 se presentan Fig Newtons.
- Durante la escena junto a la piscina donde Annie y Meredith se encuentran por primera vez, Meredith habla por teléfono con alguien llamado Reverendo Mosby, quien era un personaje de la película de 1961 interpretado por Leo G. Carroll.
- Joanna Barnes aparece en ambas películas, interpretando a Vicky Robinson en la película de 1961 y a Vicki Blake en la versión de 1998.
- El Hotel Stafford lleva el nombre de un niño en la película de 1961 que acepta la invitación del campamento del niño al baile al comienzo de la película.
- Justo antes de que Hallie conozca a Meredith por primera vez, se puede escuchar a Hallie cantando algunos compases de «Let's Get Together», una canción de la versión de 1961 cantada originalmente por Hayley Mills.
- Hay barracones llamados Arapahoe en ambas películas.
- Hallie, como Annie, «huele» a su abuelo, diciendo que siempre recordará su aroma a menta y tabaco de pipa. Susan, como Sharon, hace lo mismo en la película de 1961.

## Música
La canción utilizada en la secuencia de apertura, en la que se ven destellos de la primera boda de Nicholas y Elizabeth, es «L-O-V-E» de Nat King Cole. La canción utilizada en los créditos finales, en la que se ven fotos de la segunda boda de Nicholas y Elizabeth, es «This Will Be (An Everlasting Love)» de la hija de Cole, Natalie Cole.
La música instrumental que ocupa un lugar destacado en la escena del hotel donde las niñas y sus padres se cruzan por casualidad es «In the Mood», que anteriormente se hizo famosa por la banda de Glenn Miller. La canción «Let's Get Together» también se cita sobre el logotipo de Disney y al final de la suite de créditos finales de Alan Silvestri.
Cuando Hallie aparece en el juego de póker de Annie en el campamento Walden, la música utilizada es «Bad to the Bone» de George Thorogood & The Destroyers.
La melodía que suena mientras Hallie y Annie se dirigen a la cabaña de aislamiento es el tema principal de «The Great Escape» de Elmer Bernstein.
La canción que sale de la radio en el auto BMW de Meredith cuando se detiene en la casa de los Parker es «Parents Just Don't Understand» de DJ Jazzy Jeff & The Fresh Prince.
La canción de fondo que se escucha en la escena de la fogata es «How Bizarre» de OMC.
La canción que suena cuando Annie, Elizabeth y Martin se despiden de Hallie, Nicholas y Chessy hacia el final de la película es «Ev'ry Time We Say Goodbye», interpretada por Ray Charles y Betty Carter.
| The Parent Trapː Original Soundtrack |                                        |                                     |          |  |
| N.º                                  | Título                                 | Intérprete (es)                     | Duración |  |
| 1.                                   | «L-O-V-E»                              | Nat King Cole                       | 2:32     |  |
| 2.                                   | «Do You Believe in Magic»              | The Lovin' Spoonful                 | 2:05     |  |
| 3.                                   | «There She Goes»                       | The La's                            | 2:43     |  |
| 4.                                   | «Top of the World»                     | Shonen Knife                        | 3:56     |  |
| 5.                                   | «Here Comes the Sun»                   | Bob Khaleel                         | 3:08     |  |
| 6.                                   | «(I Love You) For Sentimental Reasons» | Linda Ronstadt                      | 3:44     |  |
| 7.                                   | «Soulful Strut»                        | Young-Holt Unlimited                | 3:00     |  |
| 8.                                   | «Never Let You Go»                     | Jakaranda                           | 3:07     |  |
| 9.                                   | «Bad to the Bone»                      | George Thorogood & The Destroyers   | 4:49     |  |
| 10.                                  | «The Happy Club»                       | Bob Geldof                          | 4:05     |  |
| 11.                                  | «Suite from The Parent Trap»           | Alan Silvestri                      | 7:13     |  |
| 12.                                  | «This Will Be (An Everlasting Love)»   | Natalie Cole                        | 2:49     |  |
| 13.                                  | «Dream Come True»                      | Ta-Gana                             | 3:50     |  |
| 14.                                  | «Groovin'»                             | Pato Banton & The Reggae Revolution | 3:50     |  |
| 15.                                  | «Let's Get Together»                   | Nobody's Angel                      | 3:08     |  |
| 54:08                                |                                        |                                     |          |  |

## Recepción

### Taquilla
La película se estrenó en Los Ángeles el 20 de julio de 1998. En su primer fin de semana, la película recaudó $11 148 497 en 2,247 salas de cine de Estados Unidos y Canadá, ocupando el segundo lugar en taquilla detrás de Rescatando al soldado Ryan. Al final, la película recaudó $66 308 518 a nivel doméstico y $25 800 000 a nivel internacional, por un total de $92 108 518 en todo el mundo. La película se estrenó en el Reino Unido el 11 de diciembre de 1998 y se posicionó en el puesto número tres en taquilla, detrás de Una pareja explosiva y La máscara del Zorro.

### Crítica
El sitio web del agregador de reseñas Rotten Tomatoes informó una calificación de aprobación del 86% según 51 reseñas, con una calificación promedio de 6.8/10. El consenso de los críticos del sitio web afirma: «La escritora y directora Nancy Meyers toma la fórmula ganadora de la película original de 1961 y le da un gentil giro moderno, mientras que la joven estrella Lindsay Lohan brilla en su debut de cine». El sitio web Metacritic le dio una puntuación promedio ponderada de 64 sobre 100, basada en 19 críticos, lo que indica «críticas generalmente favorables».
Los críticos Gene Siskel y Roger Ebert le dieron tres estrellas a la película cada uno. Kenneth Turan llamó a Lohan «el alma de esta película tanto como Hayley Mills era de la original» y continuó diciendo que «ella es más experta que su predecesora en la creación de dos personalidades distintas». Lohan ganó un Premio Young Artist por Mejor actuación – Actriz joven principal.

## Doblaje
| Personaje                   | Actor de doblaje México | Actor de doblaje España |
| --------------------------- | ----------------------- | ----------------------- |
| Hallie Parker y Annie James | Cristina Hernández      | Roser Vilches           |
| Nicholas «Nick» Parker      | Arturo Mercado          | Jordi Brau              |
| Elizabeth «Lizzy» James     | Marina Huerta           | Marta Angelat           |
| Meredith Blake              | Ishtar Sáenz            | Marta Tamarit           |
| Chessy                      | Yolanda Vidal           | Nuria Cepero            |
| Martin                      | Jesse Conde             | Ricky Coello            |
| Marva Kulp, Sra.            | Liza Willert            | Marta Martorell         |
| Marva Kulp, Jr.             | Gabriela Michel         | Concha García Valero    |
| Charles James               | Esteban Siller Garza    | Félix Benito            |

| Créditos técnicos México - Estudio de doblaje – Diseño en Audio S.A. de C.V. - Director de doblaje – Francisco Colmenero - Traductor adaptador – Adrián Fogarty - Gerente creativo – Raúl Aldana | Créditos técnicos España - Estudio de doblaje – Sonoblok S.A. - Director ajustador – Antonio Lara - Traductor adaptador – Quico Rovira-Beleta - Técnico de sala – David Doncos - Técnico de mezclas – Pepe Pleguezuelos - Doblaje al español producido por Disney Characters Voices |